# Snakov
Snakov (in ungherese Szánkó, in tedesco Schneckau, in ruteno Snakiv) è un comune della Slovacchia facente parte del distretto di Bardejov, nella regione di Prešov.

## Storia
Il villaggio sorse nel XIII secolo, epoca in cui qui la giustizia veniva amministrata secondo il diritto germanico. Rimasto spopolato, nel 1543 fu colonizzato da elementi ruteni. Nel XIX secolo appartenneai nobili Petróczy.